# Селіште (Арад)
Селіште (рум. Seliște) — село у повіті Арад в Румунії. Входить до складу комуни Петріш.
Село розташоване на відстані 340 км на північний захід від Бухареста, 84 км на схід від Арада, 124 км на південний захід від Клуж-Напоки, 94 км на схід від Тімішоари.

## Населення
За даними перепису населення 2002 року у селі проживали 146 осіб, усі — румуни. Усі жителі села рідною мовою назвали румунську.